# 月晕斑皿蛛
月晕斑皿蛛（学名：Lepthyphantes halonatus）为皿蛛科斑皿蛛属的动物。在中国大陆，分布于湖北等地，常栖息于山区水边草丛。该物种的模式产地在湖北。